# Léon Arnould
Pour les articles homonymes, voir Arnould et Léon Arnould (homme politique).
Léon Arnould est un mycologue français né Jean Léon Arnould le 7 juillet 1853 à Chauvency-le-Château (Meuse), où il est mort le 10 mai 1935.

## Biographie
Originaire du département de la Meuse (ses parents étaient domiciliés à Chauvency-Saint-Hubert), Léon Arnould s'établit dans les années 1870 à Ham dans le département de la Somme. Il reprend la pharmacie de cette commune en 1879 en épousant Marie Flore Clothilde Minotte, la fille du pharmacien. Il devient membre titulaire de la Société mycologique de France et, en 1903, membre de la commission nationale pour la propagation de l'étude pratique des Champignons (champignons supérieurs). Après sa retraite, on le retrouve dans le fief familial à Chauvency-Saint-Hubert, et au faubourg Saint-Denis à Paris.
Il est notamment l'auteur de Leptopodia villosa et de quelques espèces du genre Boletus. Émile Boudier dont il était l'ami lui a dédié Clitocybe arnoldi.

## Publication
- Émile Bourquelot et Léon Arnould, « Remarques sur le réseau et les squames du pied des Bolets », Revue mycologique, vol. 15,‎ 1893, p. 164 et suiv.